# Senecio papuanus
Senecio papuanus là một loài thực vật có hoa trong họ Cúc. Loài này được (Lauterb.) Belcher miêu tả khoa học đầu tiên năm 1956.